# Стур-Дигорское сельское поселение
Стур-Дигорское се́льское поселе́ние — муниципальное образование в Ирафском районе Северной Осетии Российской Федерации.
Административный центр — село Стур-Дигора.

## История
Статус и границы сельского поселения установлены Законом Республики Северная Осетия-Алания от 5 марта 2005 года № 14-рз «Об установлении границ муниципального образования Ирафский район, наделении его статусом муниципального района, образовании в его составе муниципальных образований - сельских поселений и установлении их границ»

## Население
| 2002 | 2010 | 2011 | 2012 | 2013 | 2014 | 2015 |
| ---- | ---- | ---- | ---- | ---- | ---- | ---- |
| 293  | ↘280 | →280 | ↘277 | ↘276 | ↘274 | ↘268 |
| 2016 | 2017 | 2018 | 2019 | 2020 | 2021 | 2023 |
| ↗274 | ↗278 | ↗280 | ↘275 | ↗276 | ↗310 | →310 |
| 2024 | 2025 |      |      |      |      |      |
| ↘309 | ↗312 |      |      |      |      |      |

## Состав сельского поселения
| № | Населённый пункт | Тип населённого пункта       | Население |
| - | ---------------- | ---------------------------- | --------- |
| 1 | Куссу            | село                         | ↗86       |
| 2 | Моска            | село                         | ↘25       |
| 3 | Одола            | село                         | ↘26       |
| 4 | Стур-Дигора      | село, административный центр | ↘173      |